# Krabbasnår

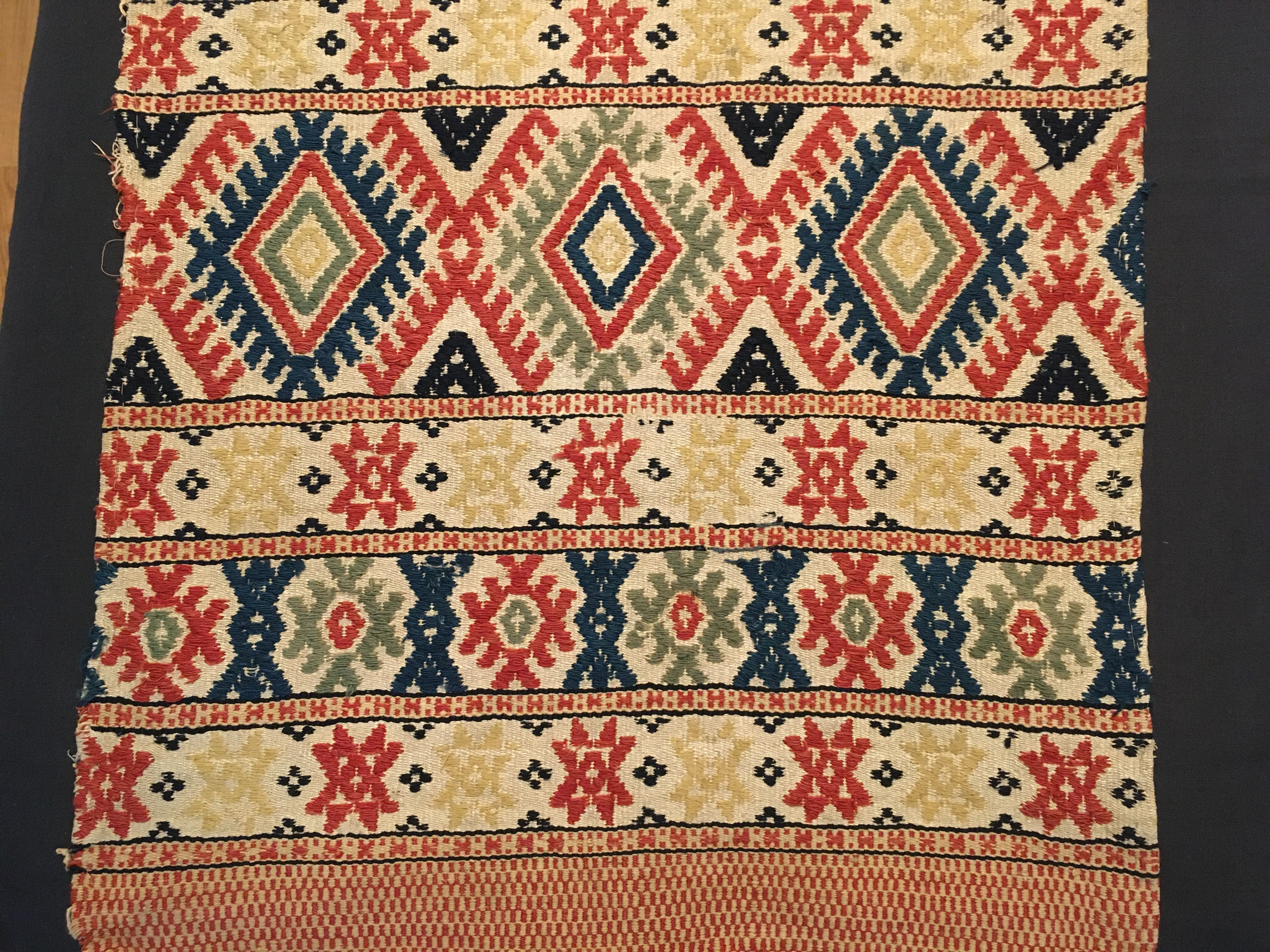
Krabbasnår

Krabbasnår är en vävteknik som grundar sig på en bottenbindning i vilken plockat inslag används. Inslaget ligger ovanpå bottenbindningen, liksom vid upphämta och daldräll med flera vävtekniker, men skiljer sig genom det geometriska mönster som bildas med tydliga konturlinjer.
Ordets ursprung är oklar, men efterleden anses komma ur snärja, syftande på inplocket. Det är ursprungligen ett skånskt dialektord, i Småland, Halland och Bohuslän kallades tekniken vanligen inplock eller inplockning, i Mellansverige kallas textilierna vanligen plockåklä.
I de 700 år gamla fynden i Lödöse fann man tyg i krabbasnår.
Som allmogevävnad har krabbasnår förekommit i stora delar av Sverige, främst Skåne, Blekinge, Småland, Öland, Västmanland, Dalarna samt södra och mellersta Norrland. Bottnen är ofta ripsartad, och inslaget täcker hela bottnen, men på bland annat blekingska hängkläden är botten i tuskaftat linne. Materalet är ofta ullgarn i mönster och linne i varp och botten, men även helle ylle- eller linnevävnader förekommer.
Halvkrabba är en variant av Krabbasnår som förekommer i Skåne, Blekinge, Halland, Småland, Öland och Västmanland. Här snärjs inlaget i i form av små rutor, som placeras så att de gränsar till varandra i hörnen. Halvkrabba förekommer vanligen uppblandad med andra tekniker i bänklängder, täcken och förlåtar.